# Eutelsat 10B
Eutelsat 10B ist ein kommerzieller Kommunikationssatellit des in Frankreich ansässigen Satellitenbetreibers Eutelsat.

## Geschichte
Im Oktober 2019 beauftragte Eutelsat den Raumfahrtkonzern Thales Alenia Space mit dem Bau eines neuen geostationären Kommunikationssatelliten. Dieser Satellit soll seinen Vorgänger Eutelsat 10A ablösen, die Regionen Europa und Nordafrika abdecken und unter anderem Flugzeug- sowie Seefahrtkommunikation ermöglichen.
Der Start des Satelliten erfolgte am 23. November 2022 auf einer Falcon-9-Trägerrakete von der Cape Canaveral Space Force Station in einen geostationären Transferorbit. Am 24. Juli 2023 nahm er den Betrieb auf seiner geostationäre Position bei 10° Ost auf.

## Technische Daten
Thales Alenia Space baute Eutelsat 10B auf Basis des Spacebus-Neo-Satellitenbusses. Er besitzt einen reinen elektrischen Antrieb, welcher durch zwei große Solarmodule und Batterien mit Strom versorgt wird. Der Satellit ist dreiachsenstabilisiert und besitzt eine geplante Lebensdauer von 15 Jahren. Des Weiteren besitzt er leistungsstarke Ku- und C-Band-Transponder und wiegt etwa 5,5 Tonnen.